# Skräckens hus
Skräckens hus (originaltitel: Rose Red) är en miniserie för TV från 2002. Den är skriven av Stephen King och regisserad av Craig R. Baxley.

## Handling
Psykologiprofessorn Joyce Reardon tar med ett team av klärvoajanta människor till det mytomspunna huset Rose Red för att luska ut vad som hänt i dess grymma historia. När de väl är i huset börjar folk försvinna, rum och korridorer som fanns där ena stunden är borta i den andra. Det är som om huset bygger om sig självt.

## Om serien
Stephen King hade under lång tid velat skriva ett filmmanus om ett spökhus, inspirerad av ett påstått sådant i hemstaden Durham, Maine. Under tidigt 1990-tal presenterade han långfilmsidén för Steven Spielberg. Ett komplett manus skrevs, men då Spielberg ville ha mer spännings- och actionsekvenser medan King ville att det skulle bli en renodlald skräckfilm kom de överens om att skrinlägga projektet, och King köpte tillbaka rättigheterna till manuset.
King återvände till projektet under 1999, bearbetade om manuset, och presenterade det först för regissören Mick Garris som han hade samarbetat med tidigare, men det blev inget samarbete av. Den 18 juni 1999 gick producenten Mark Carliner med på att producera manuset som en långfilm, och det var tänkt att King skulle börja omarbeta manuset på måndagen 21 juni. Lördagen den 19 juni 1999, dagen efter mötet med producenten, blev King dock påkörd av en bil när han gick på en väg i närheten av sitt hem.
Efter operation och en månads konvalescens på sjukhuset, återvände King hem och kunde avsluta manusarbetet under nästa månad, projektet omarbetades nu till en miniserie för TV.

## Rollista i urval
| Nancy Travis      | – Prof. Joyce Reardon     |
| Matt Keeslar      | – Steve Rimbauer          |
| Kimberly J. Brown | – Annie Wheaton           |
| David Dukes       | – Professor Carl Miller   |
| Judith Ivey       | – Cathy Kramer            |
| Melanie Lynskey   | – Rachel 'Sister' Wheaton |
| Matt Ross         | – Emery Waterman          |
| Julian Sands      | – Nick Hardaway           |
| Kevin Tighe       | – Victor Kandinsky        |
| Julia Campbell    | – Ellen Rimbauer          |
| Emily Deschanel   | – Pam Asbury              |
| Stephen King      | – Pizzabud                |